# Half Bad
Half Bad è un romanzo fantasy del 2014 della scrittrice inglese Sally Green. È la prima opera della trilogia di Half Life, detta anche trilogia di Half Bad, ed è seguito da Half Wild (2015) e Half Lost (2016). È caratterizzato soprattutto dalla sua narrazione in prima persona e, in alcune parti, in seconda persona.

## Storia editoriale
Nel gennaio 2013, Sally Green inviò il manoscritto di Half Bad alla casa editrice Penguin Books, che, entro tredici settimane, firmò accordi per 25 traduzioni in tutto il mondo. Nel giro di poco tempo, il numero salì e si firmarono accordi con 36 Paesi in tutto il mondo, tra cui Brasile (casa editrice Intrinseca), Israele (Kinneret) e Lituania (Baltos Lankos). Al giorno d’oggi, Half Bad è stato distribuito in più di 50 Paesi.
Nel 2014, anno di pubblicazione, entra immediatamente nel Guinness dei Primati come esordio letterario più tradotto in tutto il mondo prima della pubblicazione e libro per bambini più tradotto.

## Ambientazione
La storia è ambientata nell’Europa contemporanea, in un mondo dove la magia esiste e i Profani (umani senza poteri) e gli Incanti (persone dotate di poteri magici) convivono, nonostante i primi non siano al corrente dell’esistenza di questi ultimi. 
Gli Incanti possono essere Bianchi o Neri, a seconda del tipo di magia che sono in grado di praticare, e al di sotto dei 17 anni vengono detti Crisalidi. Una Crisalide di discendenza mista Bianca e Nera è detta Mezzo Codice, mentre una Crisalide di discendenza mista Bianca e Profana o Nera e Profana è detta Mezzo Sangue.

## Trama
Per tutta la vita, a Nathan Byrn è sempre stato insegnato che gli Incanti Bianchi sono buoni e gli Incanti Neri sono malvagi. Purtroppo, però, la cosa è più complicata di così: Nathan è un Mezzo Codice, ovvero metà Bianco e metà Nero. Sua madre era un Incanto Bianco e suo padre è Marcus Edge, il più potente e temuto degli Incanti Neri.
Allontanato dalla sua famiglia e rinchiuso in una gabbia a quattordici anni, Nathan ha solo una certezza: prima dei suoi diciassette anni dovrà fuggire e partecipare alla Cerimonia di Consegna dei Doni, che lo renderà un Incanto adulto a tutti gli effetti, o morirà.
Quando infine riesce a fuggire, Nathan si mette alla ricerca di Mercury, un Incanto Nero che si occupa di aiutare Incanti e Mezzo Sangue. Tramite una serie di contatti infine raggiunge Gabriel, un Incanto Nero che lavora per Mercury. Una volta venuta a conoscenza della sua situazione, Mercury decide di aiutare Nathan a ottenere i suoi tre doni per il suo diciassettesimo compleanno, ma a una condizione: Nathan dovrà uccidere il suo stesso padre.

## Personaggi
- Nathan Byrn: Mezzo Codice, è il protagonista del romanzo.
- Arran Byrn: Incanto Bianco, fratellastro di Nathan.
- Deborah Byrn: Incanto Bianco, sorellastra di Nathan.
- Jessica Byrn: Incanto Bianco, sorellastra di Nathan.
- Cora Byrn: Incanto Bianco, madre di Nathan, Jessica, Arran e Deborah.
- Marcus Edge: Incanto Nero, padre di Nathan.
- Annalise O’Brien: Incanto Bianco, compagna di scuola di Nathan, di cui lui s’innamora.
- Gabriel Boutin: Incanto Nero trasformato in Profano, amico di Nathan. Lavora per Mercury.
- Mercury: Incanto Nero. Promette a Nathan di aiutarlo dietro la promessa che Nathan uccida Marcus.
- Rose: Incanto Bianco, assistente di Mercury.
- Celia: Incanto Bianco, custode di Nathan. Lo rinchiude in gabbia.
- Soul O’Brien: Incanto Bianco, Capo del Concilio degli Incanti Bianchi. Zio di Annalise.
- Wallend: Incanto Bianco, effettua esperimenti su Nathan per conto del Concilio degli Incanti Bianchi.

## Critica
Il successo dell’opera è evidente sin da prima della pubblicazione, non solo per gli accordi firmati dalla casa editrice Penguin Books per oltre trenta traduzioni, ma per via della reazione della critica. Half Bad viene ripetutamente confrontato con The Hunger Games e Harry Potter, e la Penguin Books, acquistandone i diritti, aveva predetto che Half Bad avrebbe avuto riguardo alle streghe lo stesso effetto che Twilight aveva avuto riguardo ai vampiri. Ben Holsen, direttore editoriale, l’aveva addirittura definito “1984 con le streghe". 

## Traduzione italiana
L’edizione italiana di Half Bad è pubblicata da Rizzoli Editore e la traduzione è a cura di Luca Scarlini.
La difficoltà nella traduzione di Half Bad sta nella terminologia. Nell’edizione italiana, termini come Half Code e Half Blood subiscono una traduzione letterale (Mezzo Codice e Mezzo Sangue), mentre Witch viene tradotto in Incanto, Whet in Crisalide, fain in Profano e cut (una sorta di portale che alcuni Incanti sono in grado di aprire) in scorciatoia nello spazio. Inoltre, vi sono alcuni termini (generalmente nomi propri, come Fairborn, il nome di un coltello) che vengono lasciati in originale.

## Opere derivate
Nel 2013 la Fox 2000 ha acquisito i diritti per la produzione di un film tratto da Half Bad, con Karen Rosenfelt come produttrice.